# Vliegveld Nordhorn-Lingen
Vliegveld Nordhorn-Lingen (vliegveld Klausheide) is een Duits vliegveld in Grafschaft Bentheim, tussen Nordhorn en Lingen ongeveer 15 km van de Nederlandse grens.
De lengte van de startbaan is 900 meter met een breedte van 20 meter. Tussen 1910 en 1914 kocht de familie Krupp von Bohlen und Halbach de grond voor de bouw van een landgoed (Gut Klausheide), en bouwde er ook een klein zweefvliegveld. Vanaf 1927 is dit vliegveld als noodlandingsbaan door de Lufthansa aangemerkt. In de oorlog is het voor militaire doeleinden ingezet en februari 1945 door de Amerikanen gebombardeerd. De geallieerden noemde dit Airfield B.107. In 1952 is het vliegveld opnieuw in gebruik genomen. Er zijn meerdere vliegverenigingen actief op dit vliegveld.